# Le Poème des lunatiques
 (mars 2019).
Le Poème des lunatiques (Il poema dei lunatici) est un roman écrit par l’écrivain italien Ermanno Cavazzoni, publié en Italie en 1987 par Bollati Bordigheri, et en 1990 en France par P.O.L.

## Incipit
« (…) Maintenant que j'ai dit cela, je me sens plus tranquille. Pour ma part, je ne prendrai plus la parole, si ce n'est pour énoncer les faits tels qu'ils me sont apparus. »

## Résumé
Les faits racontés dans ce roman se déroulent de nos jours autour de la campagne émilienne, dans une atmosphère flou et onirique. Le protagoniste, un homme dont on ne connait ni l'âge ni la description, traverse les villages, persuadé de trouver des réponses à ses questions existentielles grâce à des messages dévoilés par le puis.
Il part donc voir les gens en se présentant comme un agent d’assainissement, et accompagné par un préfet tombé en disgrâce, ils commencent à poser des questions, à écouter les idées, à recueillir des témoignages de vies, en donnant suite à un enchaînement d' histoires et des personnages à la fois délirants et émouvants, comiques et mélancoliques, fous et ordinaires.

## Analyse et commentaires
Les personnages et les histoires peuvent apparaître délirants, le style peut être dépaysant, mais les phrases courtes et les constructions simples et familières, aident à tenir le fil de la narration.
C'est un roman qui met le lecteur en équilibre sur la frontière entre la raison et la folie, et qui lui donne l'occasion de changer en continu son point de vue sur ce qu'on est habitué à considérer comme fou, et ce qu'on est habitué à penser comme normal, en révélant beaucoup de la fragilité qui habite le quotidien de chacun[réf. nécessaire].

### Au cinéma
De ce roman, Federico Fellini a tiré son dernier longue métrage de La voce della luna.